# Экзоциста
Экзоциста — октамерный белковый комплекс участвующий в транспорте везикул, осуществляет связывание и адресную доставку везикул, покинувших аппарат Гольджи, к плазматической мембране непосредственно перед их слиянием. Комплекс вовлечён в целый ряд внутриклеточных процессов, включая экзоцитоз, клеточное движение и рост. Компоненты этого комплекса часто располагаются в форме полумесяца в кончике растущей гифы, в непосредственной близости от Spitzenkörper, и даже могут связываться с его везикулами.

## Субъединицы
В клетках млекопитающих и человека этот комплекс представлен следующими восемью белками: EXOC1, EXOC2, EXOC3, EXOC4, EXOC5, EXOC6, EXOC7, и EXOC8. У беспозвоночных, таких как Drosophila melanogaster, а также грибов эти субъединицы известны как Sec3, Sec5, Sec6, Sec8, Sec10, Sec15, Exo70, и Exo84. Все эти белки взаимодействуют в том числе с факторами, контролирующими полярный рост: Rho ГТФазой Cdc42, Rho I, Rho3, Sec4 и Rab, расположенными на поверхности мембраны везикул, и с белками секреции. Белки экзоцисты занимают пограничное положение между процессами полярного роста и секреции.

## Функции
Комплекс экзоцисты служит для направления везикул, покинувших аппарат Гольджи, к определённым местам клеточной мембраны, для их стыковки и последующего слияния с ней. По этой причине комплекс активно участвует в экзоцитозе. Sec3 (EXOC1) и Exo70 (EXOC7) располагаются на плазматической мембране и физически связаны с Rho ГТФазами, например с CDC42. Другие компоненты экзоцисты — Sec15 (EXOC6) и Sec4 — локализованы на мембране везикул. Белки экзоцисты, расположенные на плазматической мембране, связывают белки экзоцисты на мембране везикул, в результате чего везикула закрепляется на мембране и довольно легко сливается с ней. Аналогичным образом действуют белки SNARE, осуществляющие слияние внутриклеточных транспортных везикул с клеточной мембраной.
Экзоциста также взаимодействует с Rho ГТФазами ответственными за управление полярностью клетки и активностью цитоскелета.